# Massacro di Buča
Il massacro di Buča fu perpetrato nel marzo 2022 durante l'occupazione della località ucraina a nord-ovest di Kiev da parte delle unità delle Forze terrestri russe e di quelle cecene della Guardia nazionale, stanziate nell'ambito dell'invasione per il tentativo, poi fallito, di accerchiamento e presa della capitale ucraina.

## Il massacro
Dopo che le forze ucraine ebbero ripreso il controllo di Buča, iniziarono a circolare rapporti e testimonianze di crimini di guerra commessi dall'esercito russo; tra i primi giornalisti a giungere sul posto dopo il ritiro delle truppe occupanti vi furono quelli dell'AFP che, entrando nella cittadina, s'imbatterono nei cadaveri di 20 persone uccise e lasciati per strada, successivamente documentati anche dall’inviato di guerra della Rai Ilario Piagnerelli. Almeno uno dei corpi aveva le mani legate e tutte le vittime erano maschi; inoltre, secondo il sindaco Anatolij Fedoruk, circa 280 persone erano state sepolte in una fossa comune.

Il Guardian scrisse che dopo che le forze ucraine ebbero riconquistato l'Oblast' di Kiev, "Al loro ritorno nell'area trovarono scene devastanti: corpi nelle strade con evidenza di esecuzioni di civili, fosse comuni e bambini uccisi".

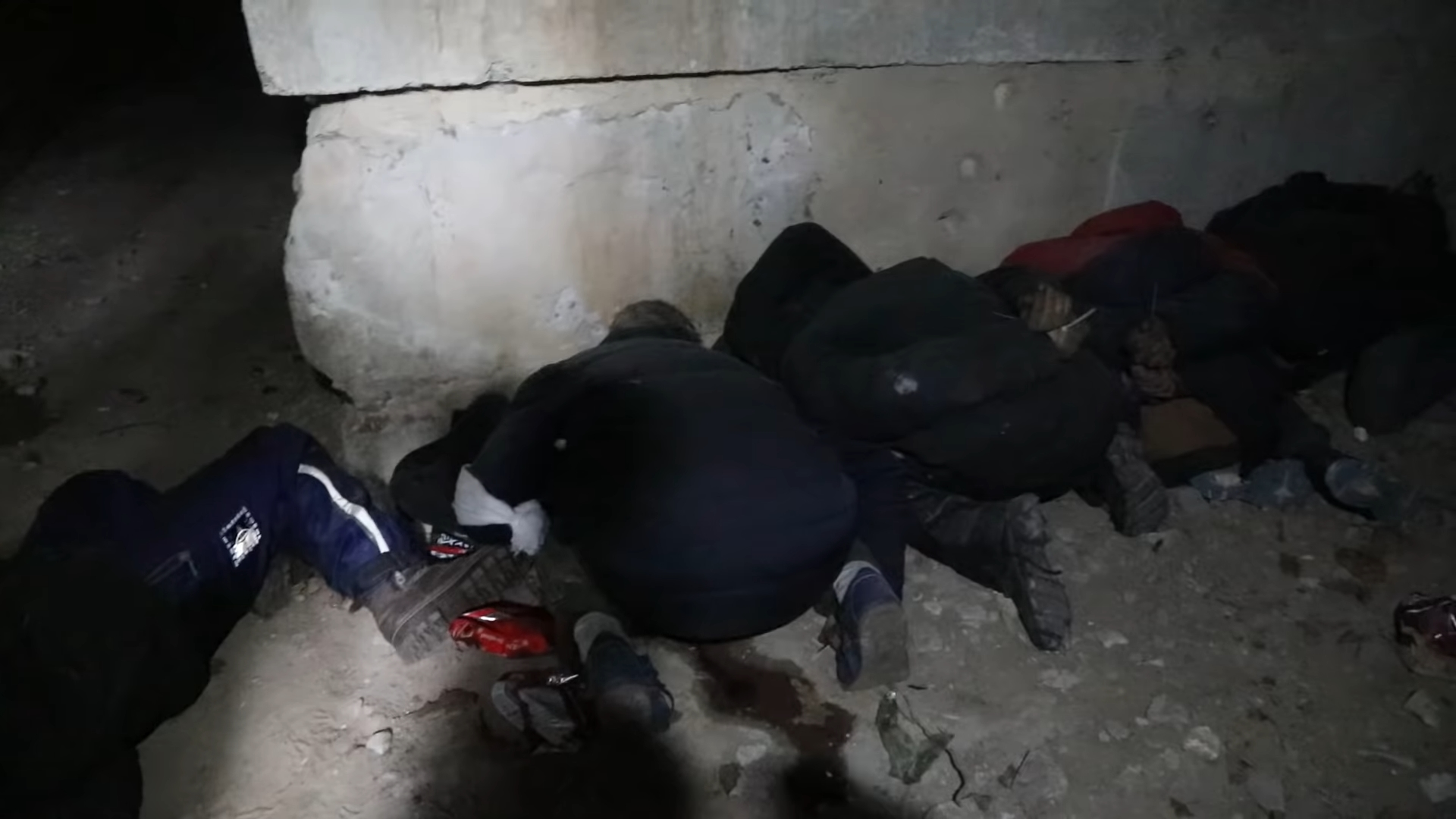
Persone uccise coi polsi legati con fascette di plastica in un seminterrato di Buča, 3 aprile 2022

Secondo il Times e il Washington Post, diciotto corpi mutilati di uomini, donne e bambini assassinati furono trovati in uno scantinato. I corpi mostravano segni di tortura; mutilazioni di orecchie ed estrazioni dentarie. I cadaveri di altri civili uccisi erano stati lasciati sulla strada, presumibilmente alcuni di loro abbandonati dai soldati russi, prima che si ritirassero, per fungere da esche con trappole esplosive. I residenti e il sindaco della cittadina confermarono che le vittime erano state uccise dalle truppe russe. Sembrava inoltre che molte di esse stessero svolgendo le loro normali attività quotidiane, portando a spasso i cani o trasportando borse della spesa. I corpi erano integri, indicando che erano stati bersaglio di colpi d'arma da fuoco, piuttosto che uccisi da munizioni esplosive. Il filmato mostrava inoltre civili morti con le mani legate; altri ancora mostravano un uomo morto accanto alla sua bicicletta, persino animali domestici da compagnia erano stati uccisi.
Le prove sembrano indicare che i russi avessero individuato uomini civili ucraini e li avessero uccisi in modo organizzato, con molti dei loro corpi in particolare trovati morti con le mani legate dietro la schiena. Il 2 aprile, un giornalista dell'AFP dichiarò di aver visto almeno venti cadaveri di civili sdraiati nelle strade di Buča, con due dei corpi con le mani legate, il che dimostrava un'esecuzione sommaria. Fedoruk disse che questi individui erano stati tutti colpiti alla nuca.

I residenti di Buča, parlando con Human Rights Watch dopo la ritirata delle forze russe, hanno così descritto il trattamento riservato ai residenti della città durante la breve occupazione: «i soldati russi andavano di porta in porta, interrogando le persone, distruggendo le loro proprietà e depredando il vestiario per indossarlo loro stessi». Le vittime civili sarebbero state colpite da cecchini dopo aver lasciato le loro case per cercare cibo e acqua e sarebbero stati ordinati di rientrare nelle loro case occupando le truppe russe, nonostante la mancanza di beni di prima necessità come acqua e riscaldamenti a causa della distruzione delle infrastrutture locali; inoltre veicoli armati con truppe russe avrebbero sparato casualmente contro gli edifici della città, negando l'assistenza medica ai civili feriti dandosi a esecuzioni extragiudiziali. Fu quindi scavata una fossa comune per le vittime locali.
La CNN, la BBC e la Bild hanno pubblicato documentazioni video di numerosi cadaveri di civili giacere nelle strade e nei cortili di Buča, alcuni dei quali con braccia o gambe legate. Le atrocità a Buča, incluso almeno un caso di esecuzione sommaria, sono state documentate dal gruppo indipendente per i diritti umani Human Rights Watch. Ad agosto 2022, le autorità locali hanno completato il conteggio delle vittime riportate a Bucha durante l'occupazione, riferendo di aver recuperato i corpi di 458 persone, tra cui 9 bambini di età inferiore ai 18 anni. Tra le vittime, 419 sono state uccise con armi da fuoco e 39 sono morte per cause naturali, forse legate all'occupazione. Nel dicembre 2022, l'Alto commissariato delle Nazioni Unite per i diritti umani ha pubblicato i risultati delle indagini compiute dalla sua missione di monitoraggio dei diritti umani in Ucraina: a fine ottobre, la missione aveva documentato l'uccisione di 73 civili a Bucha, inclusi due bambini e una bambina, e stava per confermare altre 105 presunte uccisioni di civili.
Il 19 maggio e il 22 dicembre 2022 il New York Times ha affermato che i documenti recuperati dov’erano stati ammazzati gli ucraini appartenevano a uomini del 104º Reggimento d'assalto aereo delle guardie (Unità 32515) e del 234º Reggimento d'assalto aereo delle guardie (Unità 74268), quest’ultimo comandato dal tenente colonnello Artëm Gorodilov.
Un'inchiesta dell'Associated Press ha rivelato che, durante l'occupazione, la 76ª Divisione d'assalto aereo delle guardie gestiva il quartier generale russo in via Jablunska 144, da dove veniva coordinata l'operazione di “pulizia” di Buča. I procuratori ucraini stanno perseguendo il comandante, il magg. gen. Sergej Čubarykin, e il suo superiore, col. gen. Aleksandr Čaiko per l'operazione.

### Inchieste giornalistiche
- (EN) AA. VV., Crime Scene: Bucha, in PBS; FRONTLINE; Associated Press; SITU/, 3 novembre 2022.
- (EN) Fred Pleitgen, Claudia Otto, Ivana Kottasová, ‘There are maniacs who enjoy killing,’ Russian defector says of his former unit accused of war crimes in Bucha, in CNN, 14 dicembre 2022.
- (EN) AA. VV., Exposing the Russian Military Unit Behind a Massacre in Bucha. Visual Investigations, in The New York Times, 22 dicembre 2022.